# Ni Ni
Ni Ni (en chino: 倪 妮, de agosto de 1988) es una actriz china de cine y televisión y también cantante. Saltó a la fama interpretando el papel de Yu Mo en la película de 2011 The Flowers of War, dirigida por Zhang Yimou. Ni fue elegida como una de las actrices con mayor proyección en China en 2013.

## Biografía
Es amiga del actor y cantante Chen Kun.
En 2012 comenzó a salir con el actor Feng Shaofeng, sin embargo la relación terminó en el 2015.
En marzo del 2016 comenzó a salir con el actor y cantante Jing Boran, sin embargo la relación terminó en mayo del 2018.

## Carrera
Ha aparecido en sesiones fotográficas para "OK China", "ELLE China", "Men's Uno", "COSMO Bride China", entre otras...
Ni debutó en The Flowers of War de Zhang Yimou, interpretando al personaje principal femenino "Yu Mo". Recibió aclamación por su actuación en la película.
En 2014 protagonizó Fleet of Time, una película sobre la llegada a la edad adulta que fue un éxito de taquilla.
En 2016 protagonizó la película de fantasía chino-francesa The Warriors Gate, escrita por Luc Besson.
El mismo año, protagonizó la película de comedia romántica Suddenly Seventeen, dirigida por la hija de Zhang Yimou.
En 2017 fue elegida para su primer drama televisivo, The Rise of Phoenixes.
El mismo año, actuó como protagonista femenina en la película de acción y fantasía Wu Kong, así como en la película de ciencia ficción The Thousand Faces of Dunjia dirigida por Tsui Hark.
En enero de 2020 se anunció que se uniría al elenco principal de la película Yanagawa.

## Filmografía

### Series de televisión
| Año  | Título                | Personaje                      | Notas        |
| ---- | --------------------- | ------------------------------ | ------------ |
| 2020 | With You (Together)   | Ping Xiaoan                    | 2 episodios  |
| 2019 | Love and Destiny      | Ling Xi / Lin Mo               | 60 episodios |
| 2018 | The Rise of Phoenixes | Princesa Feng Zhiwei / Wei Zhi | 70 episodios |

### Cine
| Año  | Título                       | Título original | Rol             | Notas |
| ---- | ---------------------------- | --------------- | --------------- | ----- |
| 2011 | The Flowers of War           | 金陵十三钗      | Yu Mo           |       |
| 2013 | Redemption                   | 杀戒            | Jiang Yue       |       |
| 2013 | Love Will Tear Us Apart      | 我想和你好好的  | Miaomiao        |       |
| 2013 | Up in the Wind               | 等风来          | Cheng Yumeng    |       |
| 2014 | Fleet of Time                | 匆匆那年        | Fang Hui        |       |
| 2015 | Bride Wars                   | 新娘大作战      | Ma Li           |       |
| 2016 | The Warriors Gate            | 勇士之門        | Su Lin          |       |
| 2016 | Suddenly Seventeen           | 28岁未成年      | Liang Xia       |       |
| 2017 | Wu Kong                      | 悟空传          | Ah Zi           |       |
| 2017 | The Thousand Faces of Dunjia | 奇门遁甲        | Metal Dragonfly |       |
| 2018 | Savages                      | 雪暴            |                 |       |
| 2020 | Yanagawa                     |                 |                 |       |
| 2021 | 1921                         |                 | Wang Huiwu      |       |

### Programas de variedades
| Año              | Programa               | Notas                  |
| ---------------- | ---------------------- | ---------------------- |
| 2020             | Hey What Are You Doing |                        |
| 2013, 2015, 2018 | Happy Camp             | 3 episodios - invitada |

### Eventos
| Año  | Programa         | Notas |
| ---- | ---------------- | ----- |
| 2021 | 2020 Weibo Night |       |

### Endorsos
| Año       | Título       | Notas |
| --------- | ------------ | ----- |
| ¿? - 2021 | Uniqlo China |       |